# رومن زونکوف
رومن زونکوف (انگلیسی: Roman Zvonkov; ۲ ژوئیهٔ ۱۹۶۷ – ۴ سپتامبر ۱۹۹۵) ورزشکار ورزش دوگانه اهل اوکراین بود. وی همچنین از ورزشکاران دوگانه در بازی‌های المپیک زمستانی ۱۹۹۴ بوده است. 